# Verfassungstreuer Großgrundbesitz
Der Verfassungstreue Großgrundbesitz, auch Vereinigung der verfassungstreuen Großgrundbesitzer oder Verfassungspartei, war in den letzten Jahrzehnten der Monarchie eine politische Gruppierung und  Honoratiorenpartei in den cisleithanischen Kronländern Österreich-Ungarns, d. h. in Altösterreich. Sie gehörte zum liberalen Lager.
Der adelige Großgrundbesitz hatte sich Anfang der 1860er Jahre politisch in „Verfassungstreue“ und „Feudal-Konservative“ gespalten. Die Verfassungstreuen standen im Lager des Deutsch-Liberalismus und vertraten ein auf „Besitz und Bildung“ beruhendes Wahlrecht, waren Habsburg-loyal, übernational, staatserhaltend und zentralistisch ausgerichtet. Das Deutschtum wurde weniger aus nationalen Gründen verfochten als vielmehr als Garant für den Zusammenhalt der Monarchie angesehen.
Nach dem Verlust der liberalen Mehrheit im österreichischen Reichsrat, 1888, waren die Verfassungstreuen Teil der Vereinigten Deutschen Linken. Die Partei spielte eine wichtige Rolle im Wiener Reichsrat; Politiker wie Joseph Maria Baernreither, 1885–1907 im Abgeordnetenhaus, dann im Herrenhaus, und Karl Stürgkh, 1891–1907 im Abgeordnetenhaus, später k.k. Minister und Ministerpräsident, waren ihre Vertreter.
Nach den Reichsratswahlen von 1896, für die der Kreis der Wahlberechtigten durch die Einführung einer 5. Wählerklasse aller erwachsenen männlichen Staatsbürger wesentlich erweitert wurde, wurde der Verfassungstreue Großgrundbesitz von Politikern wie Oswald von Thun und Hohenstein und Erwein von Nostitz-Rieneck, beide Herrenhaus- und böhmische Landtagsmitglieder, sowie Alain Rohan, böhmisches Landtagsmitglied, als eigenständige, überregionale Parlamentsfraktion weitergeführt.
1896 trennten sich die deutschböhmischen Abgeordneten wegen ihrer Ablehnung der tschechenfreundlichen Sprachenverordnungen von k.k. Ministerpräsident Badeni, der auch die Wahlrechtsreform betrieb, von der Vereinigung. Die Partei zerfiel im Laufe des folgenden Jahres.
33 verbliebene Abgeordnete konstituierten sich im Mai 1897 als Deutsche Fortschrittspartei (nicht zu verwechseln mit der gleichnamigen, bis 1884 aktiven Partei im Deutschen Reich).
Sie verschwand nach der 1907 erstmals wirksamen Wahlrechtsreform von 1906 (siehe Reichsratswahl 1907) mit dem Aufkommen der Massenparteien aus dem Parlament.
Im österreichischen Herrenhaus und in den Landtagen der Kronländer, in denen das allgemeine und gleiche Männerwahlrecht bis 1918 nicht eingeführt wurde, vor allem im Böhmischen Landtag (er wurde 1913–1918 nicht mehr einberufen), spielte die Partei aber noch eine bedeutende Rolle. Im Böhmischen Landtag tat sich ab 1903 Ottokar Czernin, später Minister des kaiserlichen und königlichen Hauses und des Äußern, für die Partei hervor. Rudimentäre Formen einer Parteiorganisation entwickelten sich erst spät. Ein eigentliches Parteiprogramm gab es nicht, auf das politische Tagesgeschehen wurde mit fallweisen Veröffentlichungen reagiert.

## Vorsitzende
- Fürst Karl Wilhelm Philipp von Auersperg (1863–1885)
- Graf Oswald von Thun und Hohenstein (1885–1906)
- Fürst Max Egon II. zu Fürstenberg (1906–1918)